# VirtualDJ
VirtualDJ is software voor dj's. Het is een programma van Atomix Productions en een professionelere versie van hun AtomixMP3.
In feite is het een virtuele dj- en vjopstelling. Het programma stelt de gebruiker in staat om muziek in diverse bestandsformaten, zoals MP3, te versnellen, vertragen, mixen en scratchen en effecten en samples toe te voegen. Het resultaat kan worden opgeslagen in MP3- of WAV-formaat.
Het programma biedt daarnaast nog vele opties en aanvullende software, zoals het gebruik van een externe draaitafel voor het gebruik van tijdcodes, het in MP3formaat omzetten van meerdere vinylplaten tegelijkertijd en het mixen en bewerken van videofragmenten in diverse formaten.
De eerste versie is uitgebracht in juli 2003, het was de opvolger van AtomixMP3, dat uitgebracht was in september 2003.
De software kan aangestuurd worden door MIDI-controllers.